# Кассо Лев Аристидович
Лев Аристидович Кассо (рос. Лев Аристидович Кассо; нар. 8 червня 1865, Париж — пом. 26 листопада 1914, Санкт-Петербург) — російський правник, професор (1893)., міністр народної освіти Російської імперії. Відомий як автор циркулярів 1911 року, через які подала заяви про звільнення велика група ліберально налаштованих університетських професорів Московського університету.

## Освіта
Народився в сім'ї спадкового дворянина і великого поміщика Бессарабської губернії. Матеріальне становище сім'ї дозволило Льву Кассо вчитися в паризькому ліцеї Кондорсе і потім, в 1883—1885 роках, в паризькій Школі права (Ecole de droit), де він отримав диплом бакалавра.
Для отримання вищої освіти він переїхав до Німеччини, де вступив (1885) на юридичний факультет Гейдельберзького університету. Згодом перейшов до Берлінського університету. У берлінській семінарії римського права він провів два роки; витримав докторський іспит і захистив в 1889 році дисертацію «Відповідальність спадкоємця за заповітом за римським і сучасним правом» на здобуття ступеня doctor utriusque juris (доктор цивільного права).
У травні 1898 року Кассо захистив в Київському університеті докторську дисертацію на тему «Поняття про заставу в сучасному праві». Дисертація була присвячена дослідженню правової природи застави та історії його розвитку в римському праві, праві Росії, Франції та Німеччини.